# Live at the Orpheum
Live at the Orpheum je koncertní album britské rockové skupiny King Crimson. Bylo vydáno v lednu 2015 vydavatelstvím Discipline Global Mobile jako CD s přiloženým DVD-Audio diskem, který obsahuje nahrávku ve vysoké kvalitě, a ve formě limitované LP verze.
Deska, která obsahuje výběr z koncertního setu, byla nahrána během amerického turné skupiny King Crimson na losangeleských koncertech 30. září a 1. října 2014. Ke kapele se již při jejím obnovení v roce 2013 přidal také saxofonista Mel Collins, člen King Crimson na přelomu 60. a 70. let, naopak dlouholetého zpěváka a kytaristu Adriana Belewa nahradil Jakko Jakszyk, se kterým Collins a lídr skupiny Robert Fripp natočil v roce 2011 album A Scarcity of Miracles. Zcela nový je pro kapelu počet bubeníků a perkusionistů (celkem tři).

## Seznam skladeb
| Pořadí         | Název                             | Autor                                       | Původní album                     | Délka |
| -------------- | --------------------------------- | ------------------------------------------- | --------------------------------- | ----- |
| 1.             | Walk On: Monk Morph Chamber Music | Collins, Fripp, Levin                       | —                                 | 2:34  |
| 2.             | One More Red Nightmare            | Fripp, Wetton                               | Red (1974)                        | 6:07  |
| 3.             | Banshee Legs Bell Hassle          | Harrison                                    | —                                 | 1:40  |
| 4.             | The ConstruKction of Light        | Belew, Fripp, Gunn, Mastelotto              | The ConstruKction of Light (2000) | 6:32  |
| 5.             | The Letters                       | Fripp, Sinfield                             | Islands (1971)                    | 4:57  |
| 6.             | Sailor's Tale                     | Fripp                                       | Islands (1971)                    | 6:51  |
| 7.             | Starless                          | Cross, Fripp, Wetton, Bruford, Palmer-James | Red (1974)                        | 12:15 |
| Celková délka: | Celková délka:                    | Celková délka:                              | Celková délka:                    | 40:56 |

## Obsazení
- Pat Mastelotto – bicí, elektronické bicí, perkuse
- Bill Rieflin – bicí, elektronické bicí, perkuse, syntezátor
- Gavin Harrison – bicí, perkuse
- Mel Collins – saxofon, flétna
- Tony Levin – baskytara, elektrický kontrabas, Chapman Stick, doprovodné vokály
- Jakko Jakszyk – kytara, zpěv
- Robert Fripp – kytara, kytarový syntezátor, klávesy, Soundscapes